# Синьга (приток Кубани)

Синьга (Песошка) — река в России, протекает в Костромском районе Костромской области. Устье реки находится в 11 км по левому берегу реки Кубань. Длина реки составляет 16 км, площадь водосборного бассейна 44,8 км².
Исток реки находится у деревень Василево и Песочная в 17 км к юго-западу от центра Костромы. Река течёт на юго-восток и восток, протекает деревни Злобино, Скородумки, Любовниково, Калинино. Впадает в Кубань выше деревни Пьянково.

## Данные водного реестра
По данным государственного водного реестра России относится к Верхневолжскому бассейновому округу, водохозяйственный участок реки — Волга от города Кострома до Горьковского гидроузла (Горьковское водохранилище), без реки Унжа, речной подбассейн реки — Волга ниже Рыбинского водохранилища до впадения Оки. Речной бассейн реки — (Верхняя) Волга до Куйбышевского водохранилища (без бассейна Оки).
По данным геоинформационной системы водохозяйственного районирования территории РФ, подготовленной Федеральным агентством водных ресурсов:
- Код водного объекта в государственном водном реестре — 08010300412110000013254
- Код по гидрологической изученности (ГИ) — 110001325
- Код бассейна — 08.01.03.004
- Номер тома по ГИ — 10
- Выпуск по ГИ — 0